# El Pujolet (Santa Pau)
El Pujolet és una obra de Santa Pau (Garrotxa) inclosa a l'Inventari del Patrimoni Arquitectònic de Catalunya.

## Descripció
És una petita casa situada a la Fageda d'en Jordà, damunt un pujolet. Disposa de planta baixa i un pis superior i està coberta per un gran teulat a dues aigües amb els vessants vers les façanes laterals. Va ser bastida amb carreus ben escairats als angles i les obertures, i els murs amb pedra volcànica i carreus mal escairats. Té una petita balconada amb la barana de ferro forjat. Al costat de la casa es conserva una bonica pallissa de planta i pis superior amb les teules posades a salt de garsa. Al davant hi ha una espaiosa era que conserva els primitius cairons vermells (15 x 15 cm).

## Història
La Fageda va rebre el nom "D'en Jordà" al segle xviii, quan era propietària del casal i del bosc que l'envoltava Na Teresa Jordà (1767). Actualment la Fageda és propietat de la diputació de Girona, que la va adquirir no fa gaires anys per tal de conservar-la i evitar la seva degradació progressiva. Això va fer que la Diputació es posés en contacte amb el govern militar de la província de Girona i l'any 1984 una companyia de sapadors s'encarregués de les obres de restauració del Casal de Can Jordà.